# Poligrafia
La poligrafía (del griego polys ‘mucho’ y grafo ‘escribir’),  también conocido como “detector de mentiras”. Es una  técnica que se basa en  detectar reacciones psicofisiológicas de una persona, para determinar si responde con veracidad o no a las preguntas de interés para el estudio.
A nivel internacional, la Asociación Americana para Pruebas y Materiales Internacionales (ASTM, por sus siglas en inglés) referente en materia de formulación de estándares para materiales, productos, sistemas y servicios de poligrafía realizó una estandarización de la poligrafía y en 1995 se le dio el nombre de  ‘psicofisiología forense’.
Aunque la poligrafía puede entenderse como una disciplina científica dados los protocolos y técnicas estructuradas implementadas en el proceso sigue siendo controversiales los fundamentos. La mayoría de ciencias modernas han tenido un cambio similar a través de la historia, misticismo, método experimental, pseudociencia y finalmente ciencia validada a través del método científico. La poligrafía no ha sido ajena a este procedimiento. 
Se han desarrollado métodos alternativos de detección de mentiras, pero la mayoría han sido desvirtuados a la luz de la investigación científica y réplica de resultados. En la actualidad hay otros métodos que parecen prometedores como imágenes de resonancia magnética (IRM) y Eye detect. 

## Historia
La detección psicofisiológica de la mentira ha sido documentada desde los años 600 A.C. Lo que conocemos hoy como psicofisiología forense se basaba en observar directa o indirectamente reacciones de tipo adrenérgico después de haber sido cuestionados sobre un problema sin resolver.
En uno de los papiros vedas (900 A.C.) se daban instrucciones precisas de cómo detectar a los envenenadores a través de su comportamiento por ejemplo: no responder a las preguntas, evadirlas, hablar sin sentido, etc. 
A medida que transcurrió el tiempo aparecieron pruebas para detectar la mentira como el método del calvario, juicio de combate, juicio por tortura, juicio del hierro candente (India), prueba del balance (India), sus hirviendo (África), juicio del agua roja (África), juicio del burro sagrado (Medio Oriente), juicio del arroz (China) entre otras.
Erasistratus (304-250 A.C.) es un físico y anatomista griego que fue el primero en reconocer los cambios fisiológicos durante la mentira a partir de esto determinó que el pulso  tiene que ver con la mentira o el intento de guardar la verdad.
Fue hasta 1895 que Cesare Lombroso utilizó un instrumento para detectar la mentira experimentando con criminales fuera del laboratorio, sin embargo, Leonarde Keeler es considerado “el padre de la poligrafía moderna” patentando el primer polígrafo en 1939.
Otto Veraguth en el año 1907, utilizó la técnica de asociación de palabras con un galvanómetro (un instrumento para medir corriente), acuñó el término “reflejo psicogalvánico” que fue cambiado posteriormente por “respuesta electro dérmica”.
Para 1971 Leonarde Keeler, estudiante de Larson, añadió innovaciones al polígrafo como banda de presión sanguínea, tubo radiográfico, kimografo y, en 1938, el GSR, desarrolló diferentes técnicas y fue el fundador de la primera escuela de poligrafía, hacia 1925, Keeler, creó el modelo 302 c, que tomaba registro de Neumo, Cardio y GSR, fue utilizado por el FBI, hacia 1930 la compañía Stoelting en Chicago presentó el fotopolígrafo, desarrollado por C.W Darrow.
En 1974, aparece el primer instrumento de poligrafía totalmente electrónico el Stoelting Poyscribe, la investigación se realizó de 1986 a 1988, la manufactura y el mercadeo de instrumentos computarizados inició en 1991, en la compañía Stoelting en 1988. 
Para aumentar su uso adecuado, credibilidad y confiabilidad la Asociación Americana de Poligrafistas (APA), en el año 1997 se fundó en el D.F México la Asociación Latinoamericana de Poligrafistas (ALP). 
En septiembre del 2011, la APA presentó el Estudio Meta Analítico del criterio de exactitud de las técnicas poligráficas validadas, documento guía que señala las técnicas poligráficas con mayor confiabilidad a la fecha.

## Objetivo de la prueba
El examen poligráfico en casos específicos permite demostrar con el uso de la técnica poligráfica la veracidad o falta de veracidad de las personas, ya sea víctima, inculpado, testigo o sospechoso, con relación a los hechos que dieron lugar a un ilícito. Como resultado de estas evaluaciones, se elaboran dictámenes poligráficos, destinados al esclarecimiento de los hechos en apoyo a la procuración y administración de justicia. Cabe destacar que esta práctica lleva desde mucho tiempo poniéndose a prueba considerándose como un método seguro y confiable.
La principal área de aplicación son los recursos humanos: En los procesos de selección de personal destinado a ocupar puestos de máxima confianza, según el Latinamerican Polygraph Institute (LPI), por lo general en los exámenes de ingreso a un empleo los temas que se abordan durante la entrevista pre-test tienen que ver con aspectos de seguridad y confiabilidad que el contratante quiere verificar, no obstante, hay que señalar que las pruebas de polígrafo no pueden realizarse sin la autorización expresa del entrevistado.

## Evidencia científica de la poligrafía
A pesar de la popularidad de este procedimiento y las evidencias que se han presentado con el fin de demostrar la autenticidad y veracidad de estos procedimientos, la poligrafía no cuenta con una base científica sólida intentando exhaustivamente ser reconocida como ciencia frente a la comunidad científica apoyándose en la estadística y la metodología experimental. Se basa más bien en el engaño de hacer creer a la persona sometida al instrumento que este es preciso. Los dos supuestos fundamentales en los que basa su funcionamiento son:
- Supuesto de reactividad:[8] Cuando una persona se encuentra en una situación comprometida como lo es un interrogatorio de esta índole, podemos presuponer que  la  persona siente inquietud, nerviosismo o miedo que son síntomas clásicos asociados a la respuesta de ansiedad , lo que implica la activación del sistema nervioso simpático (una rama del sistema nervioso autónomo encargada de la activación psicofisiológica en situaciones de alerta o peligro).
- El supuesto de verdad: Este se puede definir como el hecho de que si una persona miente, no puede evitar ponerse nervioso, al menos en algún grado, y por tanto, desencadenará la respuesta anterior que será detectada por el polígrafo.[8]

Sin embargo, para ser aceptable de acuerdo a los estándares científicos modernos, las dos características que deben de establecerse son la sensibilidad y la especificidad de este test: 
- La sensibilidad es el porcentaje de resultados positivos cuando se sabe que hay una mentira.
- La especificidad es el porcentaje de resultados negativos en ausencia de engaño.

En ambos escenarios para establecer la eficacia de este test la presencia de los mentirosos y honestos debe ser determinada independientemente del procedimiento del test en sí mismo. La verdadera exactitud debe provenir de casos de la vida real porque, por obvias razones, no puede derivarse de voluntarios que están en un laboratorio y no tienen la presión emocional de los verdaderos sospechosos. Para lograr esto, se examina a un grupo sin engaños conocidos, para evaluar los resultados. Pero la prueba de absoluta honestidad en tales individuos es evasiva, porque incluso si no hay mentiras, la ansiedad asociada al test puede causar falsos positivos, reduciendo la especificidad del test, lo cual confunde más las cosas. Esta falta de rigor científico hace que los resultados no sean fiables, cualquier método que sea considerado científicamente válido, debería estar desligado de interpretaciones subjetivas del entrevistador.

## Historia de la poligrafía en México
La prueba del polígrafo se introdujo a México a finales de la década de 1980, cuando se crea el Centro de Investigación y Seguridad Nacional (CISEN)  y se capacitaba al personal en  la academia de la Policía Montada de Canadá por un mínimo de 12 semanas para realizar el procedimiento, en ese entonces y durante mucho tiempo, el uso de la poligrafía estuvo limitado para asuntos de seguridad nacional. Hacia finales del año 2000, incrementó el interés por el polígrafo debido a la implementación en la Ley General de Seguridad Pública el uso de la prueba poligráfica para ingresar y permanecer dentro de Instituciones de Procuración de Justicia y Seguridad. 
Actualmente cada Centro Estatal de Control de Confianza tiene un aproximado de diez examinadores poligráficos, la gran mayoría son psicólogos de instrucción, sin embargo también existen criminólogos y otros perfiles afines al área de biológica y de la conducta. Hoy en día, más del 95% de los examinadores han migrado a sistemas computarizados y se espera que el resto haga lo mismo en los próximos años. La marca de los instrumentos utilizados son fabricados por la Lafayette Instruments, Limestone Technologies, Inc, Stoelting, entre otros.